# Denis Brott
Pour les articles homonymes, voir Brott.
Denis Brott (né à Montréal le 9 décembre 1950) est un musicien (violoncelliste) et professeur canadien. Il est le fils de parents musiciens (Alexander Brott et Lotte Brott) et frère du musicien canadien Boris Brott.

## Biographie
Denis Brott  étudie d'abord au Conservatoire de musique de Montréal avec Walter Joachim.  Il étudie ensuite avec János Starker à l'Université de l'Indiana puis avec Gregor Piatigorsky à l'Université de la Californie du Sud. Grâce à des bourses du Conseil des Arts du Canada, il fait aussi des stages de perfectionnement à New York avec Leonard Rose, à Paris avec Maurice Gendron et à Sienne avec André Navarra.
En 1967, il gagne le premier prix du Concours Merriweather Post à Washington et est lauréat du Concours de l'Orchestre symphonique de Montréal. Il obtient par la suite de nombreux prix d'interprétation. Denis Brott se fait entendre fréquemment en récital au Canada dès 1969 ainsi qu'à la radio et la télévision de la Société Radio-Canada. En 1974, il crée à Montréal, Psalmody, œuvre pour violoncelle seul que lui a dédiée son père (Alexander Brott). De 1980 à 1989, il est violoncelliste du Quatuor à cordes Orford avec lequel il réalise une vingtaine d'enregistrements, et premier violoncelliste de l'Orchestre de chambre McGill de 1989 à 1997.
Il enseigne dans de nombreux établissements aux États-Unis avant de devenir, à partir de 1989, professeur de violoncelle et de musique de chambre au Conservatoire de musique de Montréal.
En 1995, Denis Brott crée le Festival de musique de chambre de Montréal qu'il dirige toujours en 2010.

## COVID-19
Le 17 avril 2020, son frère a annoncé que Denis Brott était en soins intensifs, frappé par la COVID-19. Il a d'abord montré des symptômes juste après son retour au Canada à la fin mars des Pays-Bas. Le 11 mai, il a annoncé qu'il était chez lui en convalescence après 45 jours en soins intensifs à l'Hôtel-Dieu, dont 38 jours sous respirateur artificiel.
Il s'est rétabli chez lui à Saint-Sauveur, à peine capable de se tenir debout ou de marcher.  Il a souffert de stress post-traumatique et des cauchemars et a développé une neuropathie douloureuse. Trois semaines après avoir quitté l'hôpital, Brott a tenté de jouer du violoncelle. Il n'avait pratiquement aucune force. Ses mains tremblantes pouvaient à peine tenir son arc. Les cordes sous sa main gauche ressemblaient à du «fil de rasoir».
Le 27 septembre, il avait récupéré et a donné son premier récital - enregistré et diffusé en ligne - depuis début mars lorsqu'il a interprété, avec l'organiste Jean-Willy Kunz, le Kol Nidre pour le service de Yom Kippour de la synagogue Temple Emanu-El-Beth Sholom (en) à Westmount, dont il est un fidèle,.

## Distinctions
- 2004 - Grands Montréalais[5]
- 2014 -  Membre de l'Ordre du Canada[6]
- 2023 -  Chevalier de l'Ordre national du Québec[7]

### Source
- L'encyclopédie canadienne